# Leif Andersson (ishockeyspelare)
Leif Andersson, född 3 mars 1940, är en svensk före detta ishockeyspelare som blev världsmästare 1962 i Colorado Springs, USA.
Andersson startade sin karriär i SPAIF, Södertäljepojkarnas allmänna idrottsförening, innan han 1958 gick över till spel i Södertälje SK. Han spelade med klubben till 1967. IFK Tumba blev hans nästa klubbadress. Som endast 28-åring lämnade han högsta serien för att spela i division 3.
Han spelade 18 matcher med Tre Kronor, därav en turnering, VM 1962, där Sverige erövrade guld.

## Meriter
- VM-guld 1962
- EM-guld 1962

## Klubbar
- Södertälje SK 1958-1967 Division1